# Soompi
Soompi là một website tiếng Anh cung cấp thông tin về K-pop. Nó là một trong những cộng đồng Internet lớn nhất mang tính quốc tế, chủ yếu tập trung vào các diễn đàn bao quát toàn diện. Tính đến năm 2012, có hơn 7,5 triệu lượt truy cập Soompi mỗi tháng ở các phiên bản website bằng tiếng Anh, tiếng Bồ Đào Nha, tiếng Pháp và tiếng Tây Ban Nha.
Từ mốc thành lập vào cuối thập niên 1990, Soompi đã phát triển thành một nguồn thông tin đáng tin cậy về văn hóa đại chúng Hàn Quốc và là một trong những website về nhạc K-pop được ghé thăm thường xuyên nhất.
Lúc đầu, khách viếng thăm website đa phần là người Hàn Quốc sinh sống ở hải ngoại với hơn 1,2 triệu người truy cập trang web. Tuy nhiên, hiện thời thì phần lớn các thành viên không phải là người Hàn, sống ở Hoa Kỳ, Canada, Singapore, Philippines, Malaysia,... Khoảng 6 triệu người đăng nhập website hàng tháng và khoảng 40% lưu lượng truy cập là đến từ Bắc Mỹ.

## Lịch sử
Soompi được Susan Kang - nhà phát triển web người Mỹ gốc Hàn - thành lập vào năm 1998; trang web nhanh chóng thu hút sự chú ý của người hâm mộ khắp thế giới. Tháng 2 năm 2011, Enswers, Inc. - một công ty công nghệ thông tin đóng ở Seoul, chuyên về công nghệ tìm kiếm video - mua lại Soompi và điều hành nó như một công ty con 100% vốn do công ty mẹ sở hữu.
Soompi khai trương trang web tiếng Pháp vào năm 2011 và trang web tiếng Tây Ban Nha vào năm 2012, đồng thời hợp tác chặt chẽ với các công ty giải trí lớn của Hàn Quốc như JYP Entertainment, SM Entertainment, và YG Entertainment.

## Đón nhận
| Năm thiết lập | Ngôn ngữ          | Lượt "thích" trên Facebook |
| ------------- | ----------------- | -------------------------- |
| 1998          | Tiếng Anh         | 1,71 triệu                 |
| 2011          | Tiếng Pháp        | 24.000                     |
| 2012          | Tiếng Tây Ban Nha | 113.000                    |
| 2012          | Tiếng Bồ Đào Nha  | 3.700                      |

## Soompi Awards

### Lịch sử
Năm 2005, Soompi tạo ra một giải thưởng tên Soompi Gayo Daesang Awards. Sau năm đó, Soompi lại đổi tên giải thưởng thành Soompi Gayo Awards. Đến năm 2013, người ta quyết định đổi thành Soompi Awards. Tính đến năm 2019, giải thưởng đã được tổ chức 14 lần.

### Các lần tổ chức
| Lần | Năm  | Tên                        | Người chiến thắng |
| --- | ---- | -------------------------- | ----------------- |
| 1   | 2005 | Soompi Gayo Daesang Awards | [ 20 ]            |
| 2   | 2006 | Soompi Gayo Awards         | [ 21 ]            |
| 3   | 2007 | Soompi Gayo Awards         | [ 22 ]            |
| 4   | 2008 | Soompi Gayo Awards         | [ 23 ]            |
| 5   | 2009 | Soompi Gayo Awards         | [ 24 ]            |
| 6   | 2010 | Soompi Gayo Awards         | [ 25 ]            |
| 7   | 2011 | Soompi Gayo Awards         | [ 26 ]            |
| 8   | 2012 | Soompi Gayo Awards         | [ 27 ]            |
| 9   | 2013 | Soompi Awards              | [ 28 ]            |
| 10  | 2014 | Soompi Awards              | [ 29 ]            |
| 11  | 2015 | Soompi Awards              | [ 30 ]            |
| 12  | 2017 | Soompi Awards              | [ 31 ]            |
| 13  | 2018 | Soompi Awards              | [ 32 ]            |
| 14  | 2019 | Soompi Awards              | [ 33 ]            |